# Joseph Jarman/Diskografie
Diese Diskografie ist eine Übersicht über die veröffentlichten Tonträger des Jazzmusikers Joseph Jarman. Sie umfasst seine Alben unter eigenem Namen (Abschnitt 1), seine Mitwirkung bei kollaborativen Bandprojekten (Abschnitt 2) und seine Mitwirkungen als (Gast)solist bei weiteren Produktionen (Abschnitt 3). Jarmans Aufnahmen mit dem Art Ensemble of Chicago finden sich in Art Ensemble of Chicago/Diskografie. Nach Angaben des Diskografen Tom Lord war er zwischen 1966 und 2005 an 115 Aufnahmesessions beteiligt.

## Alben unter eigenem Namen
Dieser Abschnitt listet die von Joseph Jarman zu Lebzeiten veröffentlichten LPs und CDs chronologisch nach Aufnahmejahr.
| Album                                        | Musiklabel       | VÖ   | Aufnahme | Anmerkungen |
| -------------------------------------------- | ---------------- | ---- | -------- | --- |
| Song for                                     | Delmark          | 1966 | 1967     | mit Christopher Gaddy, Charles Clark, Thurman Barker, Billy Brimfield, Fred Anderson, Steve McCall                                                           |
| As If It Were the Seasons                    | Delmark          | 1968 | 1968     | mit Charles Clark, Thurman Barker, Sherri Scott bzw. John Jackson (tp), Lester Lashley, Joel Brandon, Fred Anderson, John Stubblefield, Muhal Richard Abrams |
| Together Alone                               | Delmark          | 1971 | 1974     | Duo Joseph Jarman/Anthony Braxton |
| Sunbound Volume 1                            | AECO             | 1978 | 1976     | solo, live in der University of Chicago |
| EGWU/ANWU (Sun Song)                         | India Navigation | 1978 | 1978     | Joseph Jarman/Famoudou Don Moye |
| Black Paladins                               | Black Saint      | 1979 | 1980     | Joseph Jarmin & Don Moye feat. Johnny Mbizo Dyani |
| Earth Passage-Density                        | Black Saint      | 1981 | 1981     | Joseph Jarman/Don Moye, mit Craig Harris, Raphael Donald Garrett                                                                                             |
| Inheritance                                  | Baybride         | 1983 | 1984     | Joseph Jarman, Geri Allen, Fred Hopkins, Famoudou Don Moye                                                                                                   |
| Poem Song                                    | Baybride         | 1990 | 2018     | mit Hiroshi Yoshino, Kazue Sawai, Hideaki Kuribayashi |
| Connecting Spirits                           | Music & Arts     | 1996 | 1996     | Joseph Jarman & Marilyn Crispell |
| Pachinko Dream Track 10                      | Music & Arts     | 1996 | 1998     | Joseph Jarman, Francis Wong, Glenn Horiuchi, Elliot Humberto Kavee                                                                                           |
| Out of the Mist                              | Ocean            | 1997 | 1997     | Joseph Jarman/Leroy Jenkins, mit Myra Melford, Jeffrey Schanzer (g), Lindsey Horner                                                                          |
| Lifetime Visions (For the Magnificent Human) | Bopbuda          | 1999 | 2000     | Joseph Jarman, Myra Melford, Rob Garcia, Jessica Jones, Alan Silva                                                                                           |

## Kollaborative Bandprojekte
| Album                                   | Musiker                                        | Musiklabel  | rec       | Anmerkungen |
| --------------------------------------- | ---------------------------------------------- | ----------- | --------- | --- |
| Gittin’ to Know Y’All                   | Lester Bowie & Baden-Baden Free Jazz Orchestra | MPS         | 1969      | SWR New Jazz Meeting, Baden-Baden mit (in unterschiedlichen Konstellationen) Lester Bowie, Kenny Wheeler, Hugh Steinmetz, Eje Thelin, Albert Mangelsdorff, Roscoe Mitchell, John Surman, Joseph Jarman, Willem Breuker, Bernt Rosengren, Alan Skidmore, Gerd Dudek, Heinz Sauer, Claude Delcloo, Terje Rypdal, Dave Burrell, Leo Cuypers, Palle Danielsson, Barre Phillips, Arjen Gorter, Steve McCall, Tony Oxley (dr, perc), Karin Krog (Jarman mit dem mehr als eine Plattenseite füllenden Titelstück (mit dem The Baden-Baden Free Jazz Orchestra) und einem fünfminütigen Stück mit einem Oktett um Terje Rypdal) |
| Born Free: The 12. German Jazz Festival | Various Artist                                 | Scout       | 1970      | Jarman (in der Originalausgabe mit einem 10'-Auszug, in der CD-Box auf 35') mit dem European Free Jazz Orchestra (Lester Bowie, Michael Sell, Manfred Schoof, Frederic Rabold, Herbert Joos, Paul Rutherford, Albert Mangelsdorff, Günter Christmann, Gunter Hampel, Joachim Kühn, Dieter Scherf, Michael Thielpape, Joseph Jarman, Alfred Harth, Heinz Sauer, Gerd Dudek, Axel Hennies, Roscoe Mitchell, Gerhard König, Claus Bühler, Peter Stock, Malachi Favors, Rainer Grimm, Karin Krog, Jeanne Lee) |
| The Magic Triangle                      | Don Pullen, Joseph Jarman, Famoudou Don Moye   | Black Saint | 1979      | |
| Calypso’s Smile                         | Joseph Jarman/Famoudou Don Moye Magic Triangle | AECO        | 1984/1991 | Joseph Jarman, Essiet Okon Essiet, Famoudou Don Moye |
| Return of the Lost Tribe                | Bright Moments                                 | Delmark     | 1997      | mit Joseph Jarman, Kalaparusha Maurice McIntyre, Adegoke Steve Colson, Malachi Favors Maghostut, Kahil El’Zabar |
| Equal Interest                          | Equal Interest                                 | OmniTone    | 1999      | Joseph Jarman, Myra Melford, Leroy Jenkins |
| Trio                                    | Tatsu Aoki/Robbie Lynn Hunsinger/Joseph Jarman | Meluneon    | 2002      | |
| Vision Festival 2002                    | Lifetime Visions Orchestra                     | Jyaku Sound | 2002      | mit Steven Bernstein, Mark Taylor, Joseph Jarman, Jessica Jones, Tony Jones (ts), Chris Chalfant, Michael Braudy (vln), Tomas Ulrich, Dave Ambrosio (b), Rob Garcia, Ken Yamazaki (perc), Thomas Buckner |
| Vision Fest: Vision Live                | Douglas Ewart Quintet                          | Thirsty Ear | 2002      | Aufnahmen vom selben Festival; Jarman spielt hier im Douglas Ewart Quintet |

## Alben als Solist bei weiteren Produktionen
| Album                          | Künstler                                               | rec          | Musiklabel       | Anmerkungen |
| ------------------------------ | ------------------------------------------------------ | ------------ | ---------------- | --- |
| Africanasia                    | Claude Delcloo                                         | 1969         | BYG              | mit Arthur Jones, Kenneth Terroade, Roscoe Mitchell, Joseph Jarman (fl), Clifford Thornton, Malachi Favors Maghostut, Earl Freeman |
| Comme à la radio               | Brigitte Fontaine, Areski avec Art Ensemble of Chicago | 1969         | Saravah          | |
| Seasons                        | Alan Silva and The Celestrial Communication Orchestra  | 1970         | BYG              | mit Alan Shorter, Lester Bowie, Bernard Vitet, Joseph Jarman, Roscoe Mitchell, Steve Lacy, Robin Kenyatta, Michel Portal, Ronnie Beer, Dave Burrell, Bobby Few, Joachim Kühn, Dieter Gewissler, Jouck Minor, Kent Carter, Irene Aebi, Malachi Favors Maghostut, Beb Guérin, Famoudou Don Moye, Jerome Cooper, Oliver Johnson |
| Black Beings                   | Frank Lowe                                             | 1973         | ESP-Disk         | mit Joseph Jarman, The Wizard (vln), William Parker, Rashied Sinan |
| Nonaah                         | Roscoe Mitchell                                        | 1976         | Nessa            | |
| For Trio                       | Anthony Braxton                                        | 1978         | India Navigation | Jarman ist zu hören in „Composition 76 (version 2)“, mit Roscoe Mitchell |
| Lifea Blinec                   | Muhal Richard Abrams                                   | 1978         | Arista Novus     | mit Joseph Jarman, Douglas Ewart, Amina Claudine Myers, Thurman Barker |
| Triumph                        | Steve Colson                                           | 1978         | Silver Sphinx    | Adegoke Steve Colson and The Unity Troupe: Joseph Jarman, Douglas Ewart, Wallace Laroy McMillan, Reggie Willis, Dushun Mosley, Iqua Colson |
| L-R-G, The Maze, S II Examples | Roscoe Mitchell                                        | 1978         | Nessa            | |
| X-75                           | Henry Threadgill                                       | 1979         | Arista           | |
| First Time                     | Yosuke Yamashita                                       | 1979         | Frasco           | mit Joseph Jarman, Malachi Favors Maghostut, Famoudou Don Moye |
| Outer and Interactions         | Jerome Cooper                                          | 1987         | About Time       | mit Joseph Jarman, Jason Kao Hwang, William Parker, Thurman Barker |
| Vision in Time                 | Joel Futterman Quartet Featuring Joseph Jarman         | 1988         | Silkheart        | mit Joseph Jarman, Richard Davis, Robert Adkins |
| 8 Motives, January 11, 1996    | Scott Fields Ensemble                                  | 1996         | Cadence          | mit Joseph Jarman, Marilyn Crispell, Matt Turner clo, John Padden, Hans Sturm (b) Geoff Brady, Vincent Davis, Stephen Dembski (cond) |
| Mercy                          | Glenn Horiuchi                                         | Music & Arts | 1997             | Jarman ist zu hören in „Another Space“ (mit Joseph Jarman, Francis Wong, Elliot Humberto Kavee) |
| All in Good Time               | Chris Chalfant                                         | 1998         | Chalfant         | mit Joseph Jarman, Ken Filiano, Ken Yamazaki |
| The Joy of Being               | Lou Grassi’s Po Band Plus Joseph Jarman                | 2000         | CIMP             | mit Paul Smoker, Steve Swell, Joseph Jarman, Perry Robinson, Wilber Morris |
| Love and Light                 | Chris Chalfant                                         | 2002         | Jyaku            | mit Joseph Jarman, Jessica Jones, Ken Filiano, Rob Garcia, Ken Yamazaki |
| Nod                            | Jessica Jones                                          | 2003         | New Artists      | mit Tony Jones (ts), Ken Filiano, Derrek Phillips (dr, vcl); Joseph Jarman ist zu hören in „Love and Persevere“ |